# Росоша (Польща)
Росоша (пол. Rososza) — село в Польщі, у гміні Сендзейовиці Ласького повіту Лодзинського воєводства.
Населення — 215 осіб (2011).
У 1975-1998 роках село належало до Серадзького воєводства.

## Демографія
Демографічна структура станом на 31 березня 2011 року:
|          | Загалом | Допрацездатний вік | Працездатний вік | Постпрацездатний вік |
| -------- | ------- | ------------------ | ---------------- | -------------------- |
| Чоловіки | 102     | 16                 | 75               | 11                   |
| Жінки    | 113     | 22                 | 57               | 34                   |
| Разом    | 215     | 38                 | 132              | 45                   |